# Rose-Marie Piacentini
Pour les articles homonymes, voir Piacentini.
Rose-Marie Piacentini, appelée aussi Rosy Piacentini, est une nageuse française née le 17 août 1938 à Paris.
Elle est membre de l'équipe de France aux Jeux olympiques d'été de 1960, prenant part aux séries du relais 4x100 mètres quatre nages et à la finale du 100 mètres dos, terminant à la cinquième place. Nadine Delache, autre Française en finale, termine à la huitième place.
Elle est championne de France  du 200 mètres dos à l'été 1961 et à l'hiver 1962 et détient le record d'Europe de natation dames du 200 mètres dos à trois reprises en 1961.
En club, elle a été licenciée au Racing Club de France.